# Kordoba

Kordoba-Logo

Kordoba (Eigenschreibweise: KORDOBA) ist ein von der Fidelity Information Services GmbH entwickeltes Core Banking System für Banken in Deutschland, umfasst aber auch weitere Banken-Technologie. Kordoba ist eine Software, die im Rechenzentrum einer Bank eingesetzt wird und die grundlegenden Kernprozesse innerhalb einer Bank abdeckt.
Die Bezeichnung Kordoba steht für Kundenorientiertes Dialogsystem für Bankgeschäfte.

## Entwicklung
Das System geht in seinen Anfängen auf eine Entwicklung der Siemens AG zurück und wurde 1982 erstmals an den Markt gebracht. Die Weiterentwicklung wurde 1998 auf die Kordoba GmbH übertragen, die zunächst eine Konzerngesellschaft von Siemens war und 2004 an die Fidelity National Information Services (FIS) verkauft wurde. FIS ist ein in den USA basierter Konzern tätig im Bereich Financial Services.
Hintergrund war das Auslaufen des Siemens Betriebssystems BS2000 und die damit notwendige Portierung auf ein anderes Betriebssystem.
Davor war im Jahr 2000 angedacht, Kordoba durch die SAP Bankenlösung Bank Account Management (BCA) abzulösen. Anstelle der SAP Lösung BCA entschied man sich jedoch für eine Neuentwicklung in Form der SAP Bankenplattform. Jedoch lehnten 2003 die Banken mehrheitlich die SAP Lösung als zu aufwendig und teuer ab. Die Postbank jedoch migrierte ihre 14 Kordoba-Installationen (je eine pro Postbankstandort) auf die SAP Bankenplattform unter deutlicher Kostenreduktion.
Kordoba lief ursprünglich nur auf Großrechnern mit Betriebssystemen von Siemens (BS1000 und später BS2000). Seit September 2006 steht das System nach einer umfangreichen Modernisierung auch unter Solaris und z/OS zur Verfügung, wobei die ursprüngliche Maskenorientierung durch eine browserbasierte Oberfläche abgelöst wurde.
Kordoba hat bei kleineren und mittleren Banken in etwa denselben Stellenwert und eine vergleichbar hohe Marktdurchdringung wie SAP-Systeme in der produzierenden Industrie. Sparkassen sowie Volks- und Raiffeisenbanken haben jedoch seit jeher eigene IT-Tochterfirmen samt eigener Software. Seit 1995 setzt der Discount-Broker Consorsbank Kordoba als Backend-System (sog. Rechtssystem) ein. Ein weiterer bedeutender Kunde ist die ING.
Weiterhin wird die Software unter dem Namen Kordoba Core-24 vermarktet. Zusätzlich ist ein Wertpapierabwicklungssystem Bestandteil der Kordoba-Produktlinie, das Kordoba K-GS für Global Securities heißt. Zusätzlich zu Lizenzen und IT-Betrieb (ITO) bietet FIS in Deutschland auch noch BPO (Business Process Outsourcing) aus der Fidelity Information Services Operations GmbH in Nürnberg an. Ebenfalls gehören zum Angebots-Portfolio noch Systeme für e-Banking, Geldautomaten-Autorisierung, Banksteuerung, Output-Mgmt. und Vertriebsbanking. KORDOBA, KCORE24, K-GS und K-GATE (Geldautomaten-Software) sind eingetragene Marken beim Deutschen Patent- und Markenamt.
2016 wurde die FIS Kordoba GmbH in Fidelity Information Services GmbH umbenannt. Die Fidelity Information Services Operations GmbH ist eine Tochter der Fidelity Information Services GmbH.
Seit etwa zwei Jahren wird Kordoba im Internetauftritt der Firma nicht mehr erwähnt. Im Internetauftritt der amerikanischen Muttergesellschaft FIS (Fidelity National Information Services) wird das Produkt Stand März 2022 nicht beworben. Weltweit wird das Produkt Modern Banking Platform (MBP) als Cloud-native Anwendung, die Banken weltweit unterstützt, parallel zu den Kordoba-Produkten angeboten. Die Opel Direktbank ist der erste Kunde in Deutschland, weltweit der fünfte Kunde (Juli 2021).

## Belege
1. 1 2  Fidelity Information Services IT-Beratung & Systemintegration aus München in der Firmendatenbank wer-zu-wem.de. Abgerufen am 9. Februar 2022.
2. ↑  SAPs Banking-Software soll Kern von Kordoba werden. Abgerufen am 28. Februar 2023.
3. ↑  manager magazin: SAP: "Schlag ins Gesicht". Abgerufen am 28. Februar 2023.
4. ↑  n-tv NACHRICHTEN: Rückschlag für SAP. Abgerufen am 28. Februar 2023.
5. ↑  Operation geglückt - brand eins online. Abgerufen am 28. Februar 2023.
6. ↑  Kernbankensystem: ING-DiBa: Kordoba bleibt noch länger. Abgerufen am 28. Februar 2023.
7. ↑  FIS KORDOBA to Implement New Core Banking System at Munich-headquartered DAB bank AG. 16. September 2011, abgerufen am 28. Februar 2023 (englisch).
8. ↑  Kosteneffiziente und flexible Wertpapierabwicklung. 16. Mai 2007, abgerufen am 8. Februar 2022.
9. ↑  Startseite – Bundesanzeiger. Abgerufen am 8. Februar 2022.
10. ↑  Auskunft zur Marke Kordoba im Register des Deutschen Patent- und Markenamtes (DPMA)
11. ↑  Auskunft zur Marke KCORE24 im Register des Deutschen Patent- und Markenamtes (DPMA)
12. ↑  Startseite – Bundesanzeiger. Abgerufen am 8. Februar 2022.
13. ↑   Fintech | Fintech Company | Financial Technology | FIS. Abgerufen am 28. Februar 2023 (englisch).
14. ↑  https://empower1.fisglobal.com/German-Modern-Banking.html FIS Modern Banking Platform (MBP)
15. ↑  https://www.fintechfutures.com/2021/07/fifth-third-bank-picks-fis-to-power-digital-transformation Fifth Third Bank picks FIS to power digital transformation.